# Metal Church
Metal Church é uma banda norte-americana de thrash metal formada em 1980. Lançou o primeiro disco em 1984 e teve seu auge nos anos 1980. Acabou no início dos anos 1990, retornando em 1998 com o vocalista original, David Wayne, que faleceu em 2005 em consequência de um acidente de carro. Em 7 de julho de 2009 a banda havia anunciado seu fim no seu site oficial, mas em outubro de 2012, a banda retornou novamente.
Metal Church foi formado quando o gênero thrash metal ainda estava em evolução. Suas letras  geralmente contém temas obscuros, com temas antigos como conflitos e medo se expandindo para comentários filosóficos e socias mais tarde. Depois de lançar cinco álbuns completos e excursionar extensivamente durante os anos 1980 e início de 1990, Metal Church foi dissolvido em 1994, mas decidiu voltar a ativa quatro anos mais tarde. Tendo sofrido inúmeras mudanças de formação, eles trabalharam com o seu terceiro vocalista e lançaram quatro álbuns de estúdio e um álbum ao vivo. Em 7 de julho de 2009 foi anunciado no site oficial da banda que Metal Church havia se desfeito novamente, mas em outubro de 2012 a banda anunciou em seu site oficial o retorno no 70000 Tons of Metal.

## História

### Formação (1980-1983)
Metal Church foi formado em 1981 sob o nome Shrapnel com Mike Murphy nos vocais, Kirk Arrington na bateria, Craig Wells e Kurdt Vanderhoof nas guitarras, e Duke Erickson no baixo. Mike Murphy deixou a banda, alegando diferenças pessoais e criativas. Ele foi substituído por David Wayne.
Em 1982, a banda lançou uma fita demo, intitulada Four Hymns. Ela continha as músicas "Battalions", "Deathwish", "Gods of Wrath" e "The Brave". Embora a demo esteja há muito tempo fora de impressão, as músicas estão disponíveis gratuitamente no site oficial da banda.

### Sucesso comercial e separação (1984–1994)
Em 1984, lançou seu álbum de estreia Metal Church, que incluia três músicas de our Hymns e um cover do Deep Purple "Highway Star". A banda teve que vender 70.000 cópias do álbum por conta própria antes de assinar com a  Elektra. De acordo com David Wayne, James Hetfield e Lars Ulrich do Metallica pediu para a Elektra para assinar a banda antes que algum outro selo fizesse isso.
Em 1986 Metal Church lançou seu segundo álbum de estúdio, The Dark, e então participaram de turnês com bandas de alto nível como  Metallica. The Dark foi um grande sucesso comercial, ajudado pelo fato de lançar seu primeiro videoclipe na (Heabangers Ball), com a canção "Watch the Children Pray", foi frequentemente tocado na MTV. Infelizmente, estes desenvolvimentos positivos foram seguidos por sérios problemas internos dentro da banda, o que resultou em uma mudança na formação.
Após o lançamento do quarto álbum de estúdio do Metal Church, The Human Factor, em 1991, Kurdt Vnderhoof começou a trabalhar em carreira solo. Ele formou uma nova banda chamada Hall Flame, que lançou seu álbum de estreia em 1991 pela IRS Records.
Metal Church se separou em 1994 após o lançamento de seu quinto álbum de estúdio, Hanging In The Balance.

### Reunião eMasterPeace(1998–2003)
Os membros fundadores do Metal Church se reuniram em 1998. A banda lançou seu primeiro álbum ao vivo no final daquele ano, que contou com músicas de seus dois primeiros álbuns, em meados da década de 1980. Foi durante a produção do álbum que os membros da formação original decidiram se reuinir novamente, começando a trabalhar em um novo álbum de estúdio. Craig Wells foi obrigado a afastar-se da banda, no entanto, devido a obrigações familiares. Ele foi substituído por John Marshall.
O sexto álbum de estúdio da banda, MasterPeace, foi lançado em 1999. Este foi o primeiro álbum Metal Church com material novo em seis anos. Muitos fãs esperavam que MasterPeace fosse uma continuação de seus primeiros registros com David Wayne, mas isso não acabou acontecendo o album recebeu em sua maioria criticas mistas embora tenha sido bem recebido por uma boa parcela dos fãs .
David Wayne deixou o Metal Church novamente em 2001 devido a diferenças pessoais e criativas. Ele então formou uma nova banda chamada Wayne e lançou um álbum intitulado Metal Church. Kurdt Vanderhoof o antigo colega de David Wayne, opôs-se o nome do álbum e capa. De acordo com Wayne, a propósito do nome do álbum era para que todos saibam de seu envolvimento.

### Era-Munroe e novo fim (2004-2009)
Em 2004, Kurdt e Kirk recrutou Ronny Munroe, ex-Malice, guitarrista Jay Reynolds e Steve Unger. Com este novo line-up eles lançaram seu sétimo album de studio no final daquele ano, The Weight of the World.
Em 10 de maio de 2005, David Wayne morreu de complicações ferimentos sofridos em um acidente de carro que ocorreu meses antes. Ele tinha 47 anos de idade.
Em 2006, Kirk Arrington deixou a banda devido a complicações de saúde com diabetes. Seu substituto foi Jeff Plate, que já trabalhou com Savatage, Chris Caffery e  Trans-Siberian Orchestra.
Metal Church lançou seu oitavo álbum de estúdio, A Light in the Dark, que contou com uma regravação de "Watch the Children Pray", como tributo a David Wayne, em 2006. Kurdt Vanderhoof disse que a homenagem era uma forma de mostrar aos fãs que ele não tinha nenhuma má vontade por David Wayne, apesar da situação litigiosa que existia entre ambos antes da morte prematura de David Wayne.
Metal Church lançou seu nono álbum de estúdio , This Present Wasteland, em 2008, que foi seguido por uma turnê. O guitarrista Jay Reynolds deixou a banda antes do álbum ser gravado, o seu substituto foi Rick Van Zandt.
Em outubro de 2008, a banda foi forçada a tomar um hiato de excursionar durante cerca de seis meses devido a problemas nas costas de Vanderhoof. Vanderhoof afirmou que ele iria continuar a trabalhar no estúdio em projetos do Metal Church e trabalhar no álbum solo de Ronny Munroe . Os restantes membros do Metal Church planejam ficar musicalmente ativo até que a saúde Vanderhoof se estabilize.
Em 7 de julho de 2009, a banda anunciou em seu site e blog no MySpace que eles tinham cancelado todas as datas de concertos para agosto e além. A banda tocou em Rocklahoma em 09 de julho de 2009, e aquele foi seu último show.

### Retorno, atividades recentes eGeneration Nothing(2012-2014)
Em outubro de 2012 a banda anunciou a sua volta oficial no cruzeiro 70000 Tons of Metal.
A banda se apresentou no dia 14 de abril de 2013, em São Paulo no Live'N'Louder, junto com as bandas Twisted Sister, Molly Hatchet, Loudness, Sodom e Angra. Esse foi o primeiro show da banda no Brasil.
A banda lançou o décimo álbum, Generation Nothing, durante o presente ano através da conjugação entre a Body Of Work Recordings - propriedade do guitarrista Kurdt Vanderhoof - e a Rat Pak Records. O sucessor de This Present Wasteland, lançado em 2008,foi gravado no estúdio English Channel em Washingtion. Segundo Vanderhoof, o trabalho marcou o regresso da banda as origens, com elementos presentes do álbum The Dark mas envolvidos num som moderno.

### Fim da era Ronny Munroe, retorno de Mike Howe,XI, saída de Jeff Plate e entrada de Stet Howland (2014-2017)
Em 24 de setembro de 2014, a banda anuncia oficialmente a saída do vocalista Ronny Munroe, após 10 anos de parceria.
Em 30 de abril de 2015, a banda havia anunciado em sua página no Facebook que o ex-vocalista Mike Howe retornou à banda após 20 anos. A banda também estava trabalhando em seu álbum de estúdio XI, que foi lançado no dia 25 de março de 2016. Esse é o primeiro álbum do Metal Church com Howe nos vocais desde 1993.
Em 21 de março de 2017, o baterista Jeff Plate anunciou sua saída do Metal Church, após doze anos com a banda, devido prioridades pessoais e profissionais. Stet Howland, ex-baterista do W.A.S.P. entrou como seu substituto.

### Damned If You Doe Megacruise (2018-2019)
Damned If You Do é o décimo-segundo álbum do Metal Church, lançado no dia 7 de dezembro pela Rat Pak Records e Nuclear Blast. Esse é o primeiro álbum com Stet Howland na bateria, substituindo Jeff Plate.
Metal Church confirmou sua presença no festival Megacruise, anunciado pela banda Megadeth que aconteceu entre os dias 13 a 18 de outubro de 2019, juntamente com as bandas Anthrax, Testament, Armored Saint, Corrosion of Conformity, DevilDriver, John 5, Doro, Beasto Blanco, Metalachi, além do próprio Megadeth, que se apresentaram no navio Norwegian Jewel. O cruzeiro passou pelos portos de San Diego, na Califórnia, e Ensenada, no México.

### From The Vault,morte de Mike Howe, entrada de Marc Lopes e Congregation Of Annihilation (2020-presente)
Em 10 de abril de 2020, a banda lançou a coletânea From The Vault, que possui músicas inéditas, b-sides, covers e canções ao vivo.
No dia 26 de julho de 2021, o vocalista Mike Howe é encontrado morto em sua residência em Eureka, na Califórnia. De acordo com o site TMZ, baseado nas declarações de um porta-voz do Departamento do Xerife do Condado de Humboldt (Califórnia), Mike Howe cometeu suicídio, através de asfixia por enforcamento.
No dia 02 de fevereiro de 2023, Metal Church anunciou que Marc Lopes das bandas Ross The Boss e Let Us Prey é seu novo vocalista. Nas redes sociais do grupo, o guitarrista Kurdt Vanderhoof informou que o objetivo era trazer alguém novo, que pudesse abraçar o passado e também trazer algo novo e emocionante, pois Marc traz um toque muito clássico e moderno para as músicas.
Em 26 de maio de 2023, a banda lançou seu 13º álbum chamado Congregation Of Annihilation. De acordo com Kurdt Vanderhoof, o disco é um retorno aos primórdios do Metal Church como parte do New American Thrash Metal.

## Membros

### Formação atual
- Kurdt Vanderhoof  - guitarra (1980-1986, 1998-presente)
- Steve Unger - baixo (2004-2009, 2012-presente)
- Rick Van Zandt - guitarra (2008-2009, 2013-presente)
- Stet Howland  - bateria (2017-presente)
- Marc Lopes - vocal (2023-presente)